# Room Service (film, 1992)
Pour les articles homonymes, voir Room Service.
Pour plus de détails, voir Fiche technique et Distribution.
Room Service est un film français réalisé par Georges Lautner, sorti en 1992.

## Synopsis
La comtesse et son fils, le vicomte Louis, un doux irresponsable, sont propriétaires du château de Montverdier, qui tombe en ruines. Fernand Castanier, lui, est le boulanger de Mussy-sur-Ploute, la bourgade voisine. Il vient de gagner 50 millions de francs au loto et rêve, grâce à cette somme, de doter le village d'une équipe de football de haut niveau. Mais M. Luc, son voisin, a d'autres idées en tête pour utiliser le pactole. Franche crapule, celui-ci doit une importante somme d'argent à la mafia. Pour rembourser ses dettes, il a réussi à convaincre la comtesse et le vicomte de transformer le château, dont il est le régisseur, en une luxueuse résidence hôtelière. Encore faut-il trouver les capitaux…

## Fiche technique
- Titre : Room service
- Réalisation : Georges Lautner
- Scénario : Albert Kantof et Dominique Roulet
- Production : Alain Sarde et Christine Gozlan
- Musique : Philippe Sarde
- Photographie : Yves Rodallec
- Montage : Georges Klotz
- Décors : Jean-Baptiste Poirot
- Pays d'origine :  France
- Format : couleurs - 1,85:1 - Dolby - 35 mm
- Genre : comédie
- Durée : 90 minutes
- Date de sortie : 24 juin 1992 (France)

## Distribution
- Michel Serrault : M. Luc
- Michel Galabru : Fernand Castanier
- Daniel Prévost : Franck
- Jacques Jouanneau : Le vicomte Louis
- Isabelle Alexis : Alice, la fille de Fernand
- Claudine Wilde : Plume
- Lætitia Gabrielli : Marinette
- Josiane Pinson : Une employée du loto
- Steve Kalfa : Hubert
- François Hadji-Lazaro : André 'Dédé' Pommard
- André Gaillard : Docteur Zucca
- Maurice Travail : Le banquier
- Renée Saint-Cyr : La comtesse
- Nino Azzouni : Sauveur
- Jean-Marie Blanche : Un employé du loto
- Jonathan Leïna : Un employé du loto
- Gisèle Coste : L'accordéoniste
- Stéphane Gaillard : Sébastien
- Eryk Hanut : Un journaliste TV
- Fedele Papalia : Noël
- Bernard Rosselli : Le délégué syndical
- Sophie Tellier : La soubrette

## Autour du film
- Renée Saint-Cyr, qui interprète ici le rôle de la comtesse, est la mère du cinéaste Georges Lautner.
- Le bar et la boulangerie présentés dans le film, se trouvent dans le village de Baillet-en-France, dans le Val-d'Oise[réf. souhaitée].
- L'une des musiques baroques du film a été reprise en 1994 dans le film La Fille de d'Artagnan avec Philippe Noiret et Sophie Marceau.
- Le film a connu un énorme échec commercial à sa sortie (43 083 entrées en fin d'exploitation), soit le plus faible score d'un long-métrage réalisé par Georges Lautner[1].